# Namirea insularis
Namirea insularis är en spindelart som beskrevs av Raven 1984. Namirea insularis ingår i släktet Namirea och familjen Dipluridae.
Artens utbredningsområde är Queensland. Inga underarter finns listade i Catalogue of Life.